# روبن یولیان
روبن هوسپی یولیان (ارمنی: Ռուբեն Հովսեփի Յոլյան؛  زادهٔ ۲۵ مهٔ ۱۸۹۴ - درگذشته ۱ ژوئیهٔ ۱۹۵۵) جراح و سیاست‌مدار اهل ارمنستان بود.

## زندگی‌نامه
وی در ۶ ژوئن [سبک قدیمی: ۲۵ مه] ۱۸۹۴ در گوریس به دنیا آمد و دانشگاه ملی تاراس شفچنکو کی‌یف فارغ‌التحصیل گشت. از سال ۱۹۴۶ عضو مکاتبه‌ای آکادمی علوم پزشکی اتحاد شوروی بود. همچنین برندهٔ جوایزی همچون دانشمند افتخاری ارمنستان شوروی ()، نشان لنین، نشان پرچم سرخ کار و نشان ستاره سرخ شده است. وی در ۱ ژوئیهٔ ۱۹۵۵ در سن ۶۱ سالگی در ایروان درگذشت.

## نگارخانه

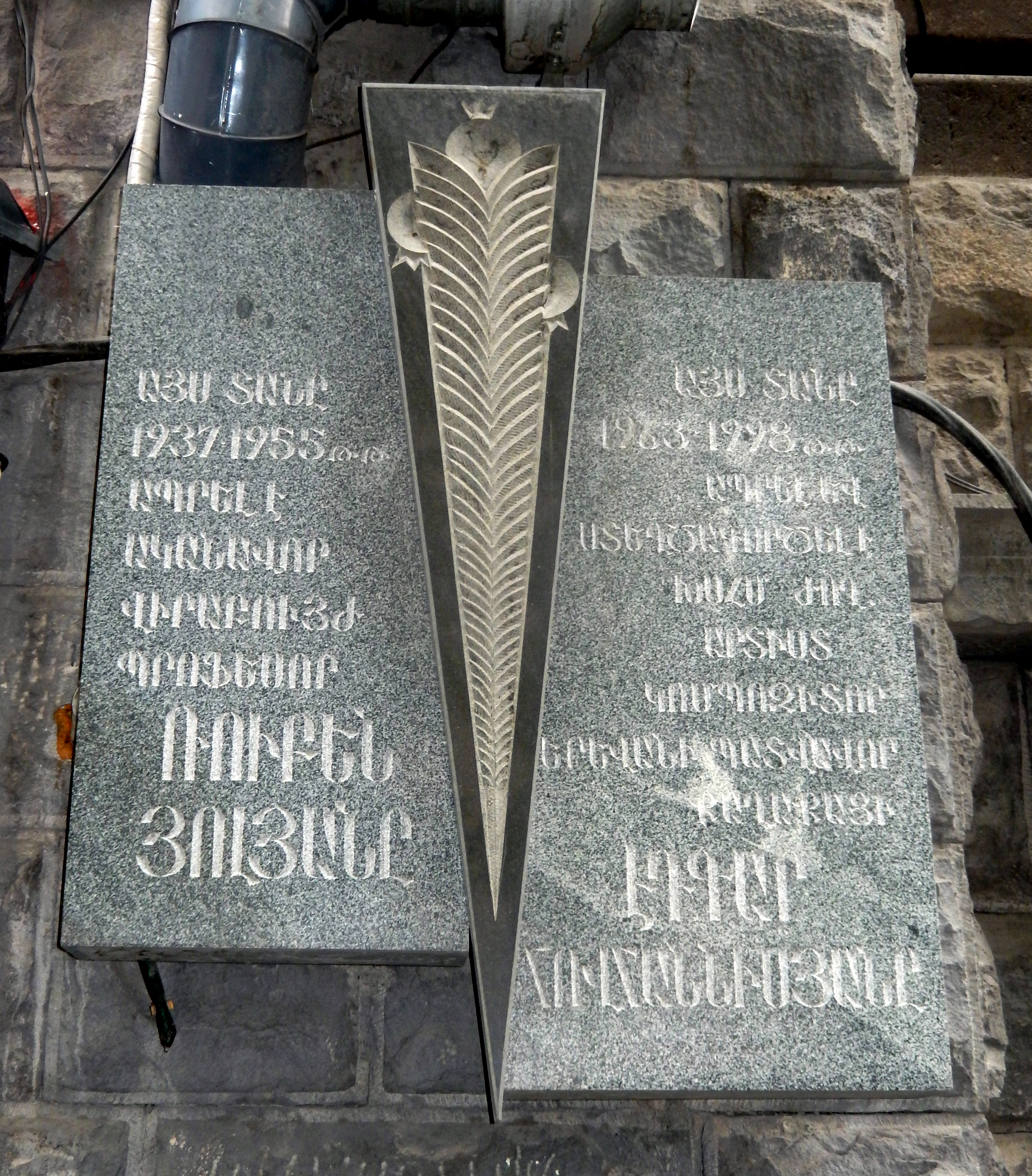
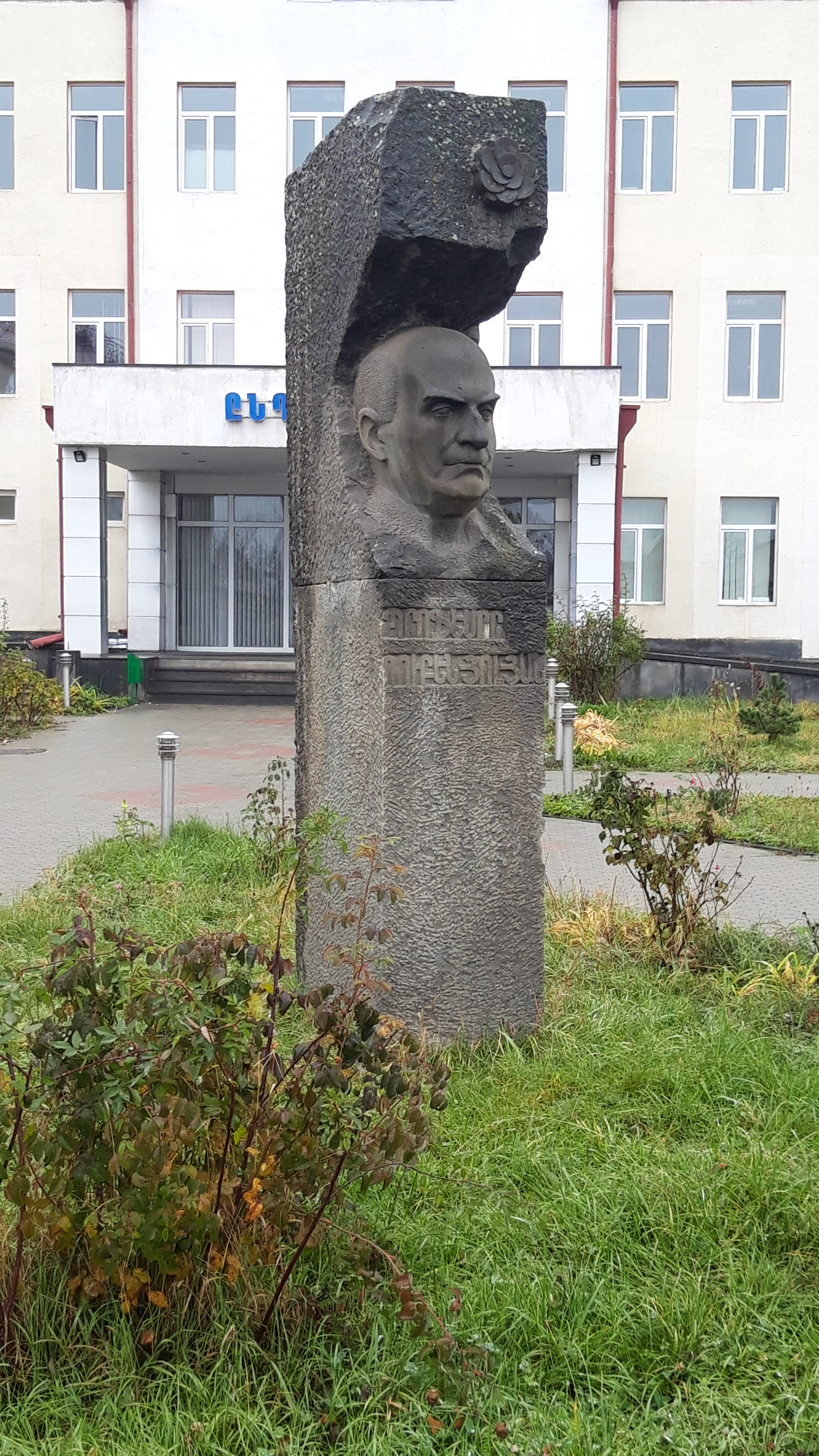

## یادداشت
1. ↑  բժշկական գիտությունների դոկտոր
2. ↑  Haematology center after professor Rouben Yeolyan